# ويليام فوستر (ضابط)
ويليام فوستر (بالإنجليزية: William Foster)‏ هو ضابط جنوب أفريقي، ولد في 12 ديسمبر 1881، وتوفي في 13 سبتمبر 1942 في Clarendon Park, Wiltshire ‏ في المملكة المتحدة.